# Formatowanie dysku
Formatowanie dysku – proces przygotowania dysku twardego, partycji lub innego nośnika danych do ponownego zapisu danych.
Formatowanie partycji jest utworzeniem systemu plików lub wykasowaniem znaczników plików (formatowanie szybkie). Formatowanie nie usuwa danych. Usuwa jedynie znaczniki danych, nie usuwając samych danych. Istnieje wiele narzędzi służących do przeprowadzania tej operacji.
Uszkodzony system operacyjny może zostać przywrócony do działania (odtworzony) poprzez usunięcie danych na partycji, na której się znajduje, i jego ponowne zainstalowanie oraz skonfigurowanie. Jest to dość drastyczna, ale często praktykowana metoda radzenia sobie z uszkodzeniami systemu oraz wirusami i innym złośliwym oprogramowaniem. Zaleca się utworzenie kopii zapasowej ważnych dokumentów.

## Proces formatowania dysku
Formatowanie dysku jest używane przez system operacyjny i jego aplikacje. Obejmuje ono trzy różne procesy.
1. Formatowanie niskiego poziomu zaznacza powierzchnię dysku przy użyciu znaczników, wskazując na początek bloków zapisu (zwanymi również markerami sektorowymi) oraz na inne informacje takie jak blok CRC, które mogą być wykorzystane w późniejszym czasie przez kontroler dysku do zapisu oraz odczytu danych. Proces ten często jest ukończony podczas produkcji.
2. Partycjonowanie dzieli dysk na jedną lub więcej partycji, zapisując struktury danych na dysku wskazujące początek oraz koniec danej partycji. Ten poziom formatowania obejmuje sprawdzenie uszkodzonych ścieżek oraz uszkodzonych sektorów.
3. Formatowanie wysokiego poziomu tworzy format systemu plików na partycji dysku lub woluminie logicznym. Formatowanie wysokopoziomowe obejmuje struktury danych używane przez system operacyjny do identyfikowania dysku logicznego lub zawartości partycji. Może to nastąpić podczas instalacji systemu operacyjnego lub podczas dodawania nowego dysku lub nowej partycji. Dysk i rozproszony system plików mogą określać opcjonalny blok rozruchowy i/lub różne informacje o woluminie i katalogu dla systemu operacyjnego.

## Partycjonowanie
Partycjonowanie jest to proces zapisu informacji wewnątrz bloku pamięci nośnika danych, który umożliwia dostęp do tych informacji przez system operacyjny. Niektóre systemy operacyjne umożliwiają wyświetlanie nośnika danych jako wielu urządzeń, dzięki wyświetlaniu każdej partycji z osobna.
W systemach MS-DOS, Microsoft Windows oraz UNIX (takich jak BSD, LINUX i MacOS X) partycjonowanie odbywa się za pomocą dedykowanego do tego zadania programu takiego jak np. fdisk, GNU Parted, AOMEI Partition Assistant lub Disk Utility. Systemy te obsługują wiele partycji.
Na komputerach firmy IBM pracujących na systemach OS/360 i DOS/360 takich jak z/OS i z/VSE odbywa się to za pomocą polecenia INIT narzędzia ICKDSF. Te systemy operacyjne obsługują tylko jedną partycję na urządzenie, zwaną woluminem. Funkcje ICKDSF obejmują tworzenie etykiety (nazwy) woluminu oraz zapisywanie rekordu 0 na każdej ścieżce.
Dyskietki nie są podzielone na partycje, jednak w zależności od systemu operacyjnego mogą wymagać informacji o woluminie, aby system mógł uzyskać do nich dostęp.
Edytory partycji i ICKDSF nie obsługują funkcji formatowania niskiego poziomu dla dysków HDD oraz dysków optycznych. Nie mogą one zainicjować na nowo nośnika, który wcześniej został rozmagnesowany lub w inny sposób utracił fabryczne formatowanie.

## Ponowne formatowanie
Ponownie formatowanie jest wysokopoziomowym formatowaniem wykonywanym na sprawnym dysku. Wykonuje się je w celu zwolnienia miejsca na nośniku danych. Ponowne formatowanie jest unikalne dla każdego systemu operacyjnego. Najważniejszym aspektem tego procesu jest zwolnienie miejsca na dysku, aby mogło być ono wykorzystane przez inne pliki. Aby faktycznie usunąć pliki znajdujące się na dysku, muszą zostać one nadpisane.
Wiele programów odpowiedzialnych za formatowanie nie wykonuje tego, co nie jest bezpieczne, ponieważ takie dane jest łatwo odzyskać. Dzięki formatowaniu możemy zmienić również system plików, rozmiar jednostki alokacji oraz pojemność (poruszając się w zakresie faktycznej pojemności danego nośnika danych). Formatowanie dysku często towarzyszy reinstalacji systemu operacyjnego.

## Formatowanie w systemie DOS
W systemach MS-DOS i PC-DOS formatowanie dysku przeprowadza się, używając programu FORMAT. FORMAT zazwyczaj pyta o potwierdzenie formatowania, aby uniknąć przypadkowej utraty danych, jednak niektóre jego wersje zawierają opcję /AUTOTEST. Opcja ta powoduje, że pytanie o potwierdzenie jest pomijane. Makrowirus WM/FormatC wykorzystywał tę cechę programu FORMAT do sformatowania dysku C: po otwarciu dokumentu, który zawierał kod wirusa.
Polecenie FORMAT ma także jeszcze jeden nieudokumentowany przełącznik /U, który powoduje zamazanie danych na dysku w celu uniknięcia możliwości odzyskania tych danych.

## Formatowanie w laptopie
W celu przeprowadzenia formatowania laptopa z zainstalowanym systemem operacyjnym Windows, pierwszym krokiem jest dostęp do ustawień BIOS lub UEFI. Dostęp ten jest wymagany do zmodyfikowania kolejności bootowania, co umożliwia uruchomienie komputera z zewnętrznego nośnika instalacyjnego systemu Windows lub innego narzędzia służącego do formatowania. Aby wejść do BIOS/UEFI, konieczne jest zrestartowanie komputera i naciskanie specyficznego klawisza podczas procesu uruchamiania. Klawisz ten różni się w zależności od producenta płyty głównej lub modelu laptopa i najczęściej jest to Delete, F2, F10 lub F12. Informacja o odpowiednim klawiszu zwykle wyświetla się na ekranie w trakcie startu systemu.
Dostęp do ustawień BIOS/UEFI jest istotny, gdyż umożliwia dokonanie zmian w konfiguracji systemu niezbędnych do przeprowadzenia formatowania. Po wejściu do menu BIOS/UEFI, należy odnaleźć sekcję zarządzającą kolejnością bootowania, często oznaczaną jako Boot Order lub Boot Priority. W tym miejscu wybiera się nośnik instalacyjny (tak jak pendrive lub płyta DVD z systemem Windows) jako pierwsze urządzenie w kolejności bootowania. Po zapisaniu tych zmian i ponownym uruchomieniu laptopa, rozpoczyna się proces instalacji systemu, który zawiera opcję formatowania dysku twardego.

## Odzyskiwanie danych ze sformatowanych partycji
Podobnie jak w przypadku usuwania plików przez system operacyjny, dane na dysku nie są całkowicie usuwane podczas formatowania, lecz miejsce na dysku, które zajmują, jest oznaczane jako puste. Do momentu nadpisania plików możliwe jest ich odzyskanie za pomocą odpowiednich programów. Jeżeli dysk jest formatowany w innym systemie plików niż poprzedni, część danych może zostać nadpisana.
Z punktu widzenia zapobiegania odzyskiwania poufnych danych, program formatujący powinien całkowicie nadpisywać każdy sektor losowymi danymi. Najbezpieczniejszym sposobem usunięcia poufnych danych z dysku jest rozmagnesowanie, jednak po takim zabiegu dysk nie nadaje się już do użytku. We współczesnych dyskach już jednokrotne nadpisanie danych uniemożliwia ich odzyskanie.